# Vlag van Rhode Island
De vlag van Rhode Island bestaat uit een wit veld met daarop een gouden anker boven een lint met daarop de tekst HOPE ("Hoop"); het anker en het lint worden omringd door dertien gouden sterren.
Het anker is een traditioneel symbool van Rhode Island en symboliseert, net als het lint, de hoop op een goede toekomst. De dertien sterren staan voor de dertien koloniën die de Verenigde Staten van Amerika hebben gevormd en voor het gegeven dat Rhode Island de dertiende van hen was die de Amerikaanse grondwet ondertekende. De kleuren blauw en wit zijn de kleuren van de staat.
De vlag werd aangenomen op 1 november 1897.

## Geschiedenis
De huidige vlag van Rhode Island werd officieel aangenomen in 1897. Al in de jaren 1640 verschenen het anker en het woord "hoop" op het zegel van Rhode Island; het motto en de emblemen van het zegel waren waarschijnlijk geïnspireerd op de bijbelse uitdrukking "de hoop die wij hebben als anker voor de ziel" uit de brieven (verzen 6:18- 19). De eerste kolonisten van Rhode Island waren mensen die vanwege hun christelijke geloof waren gevlucht voor religieuze vervolging in Massachusetts.

Vlag van Rhode Island, 1877-1882

Vlag van Rhode Island, 1882-1897